# アニ (小惑星)
アニ またはアニー (791 Ani) は小惑星帯の小惑星である。クリミア半島にあるシメイズ天文台で、ロシアの天文学者グリゴリー・ネウイミンが発見した。
961年から1045年までバグラトゥニ朝アルメニアの首都だったアニに因んで命名された。
2004年11月に茨城県で掩蔽が観測された。2000年4月にも掩蔽が起きており、これらの観測結果から細長い形をしていることが求められた。また、衛星を持つ可能性も指摘されている。